# Maternuskapelle (Schnappe)

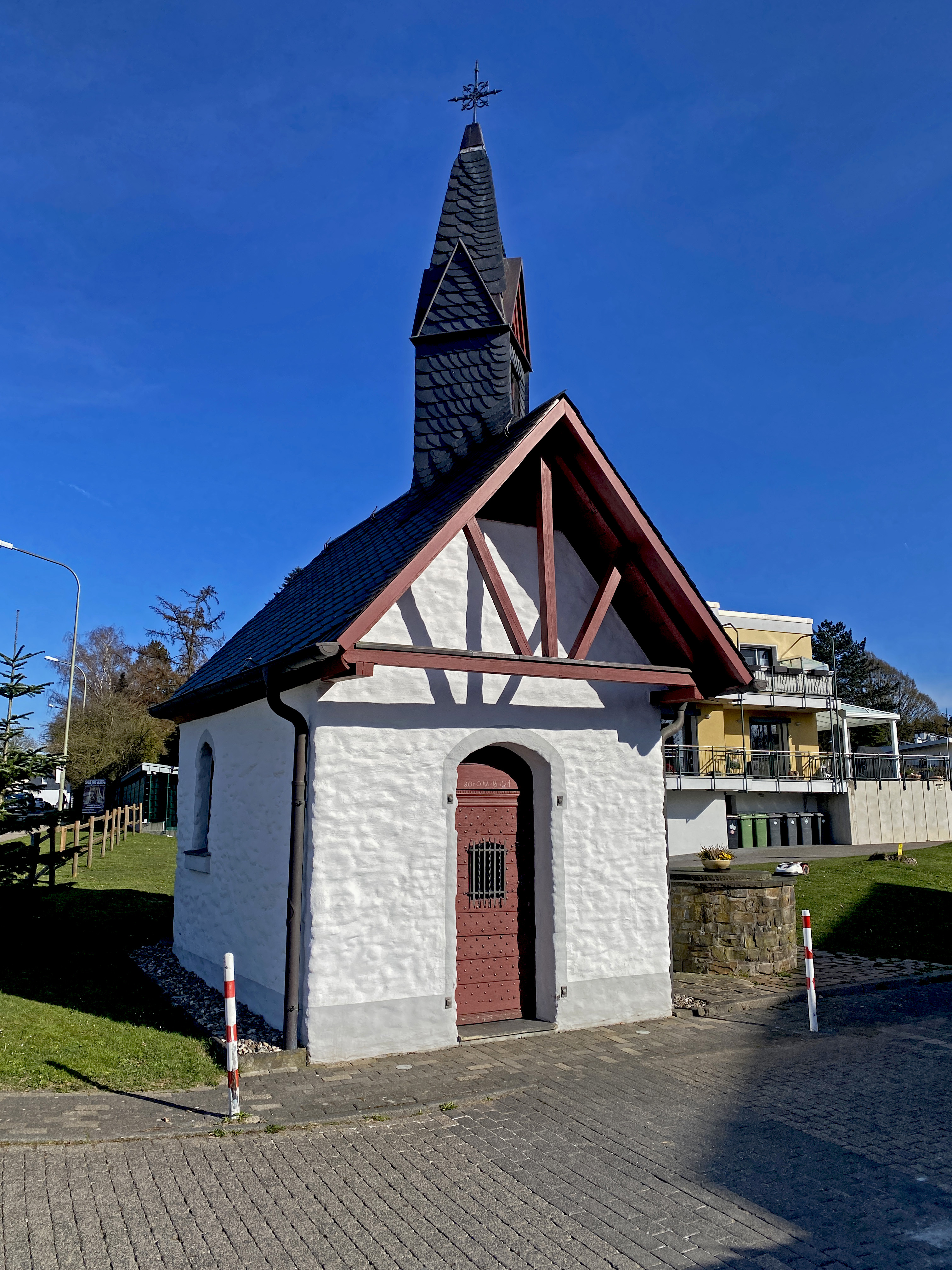
Maternuskapelle mit Pilgerbrunnen

St. Maternus ist eine denkmalgeschützte römisch-katholische Kapelle im Wohnplatz Schnappe der Gemeinde Kürten im Rheinisch-Bergischen Kreis in Nordrhein-Westfalen.
Zusammen mit der Jakobus-Kapelle in Spitze, der Andreas-Kapelle in Biesenbach, der Kreuzkapelle in Olpe, der Anna-Kapelle in Weiden und der in der Pfarrkirche aufgegangenen Gnadenkapelle in Biesfeld gehört die Maternuskapelle zum sogenannten Kürtener Kapellenkranz.

## Geschichte
1673 wurde die Kapelle erstmals im Zehntverzeichnis des Bechener Pfarrers Neu urkundlich erwähnt. Hier wurden die Abgaben der Einwohner an die Kirche für deren besondere Dienste, zu denen auch die Prozession zur Kapelle in Schnappe zählte, aufgelistet. Der Bau der Kapelle geht vermutlich auf die Überlebenden der in den Jahren 1666 und 1667 grassierenden roten Ruhr zurück.
In neuerer Zeit war die Maternuskapelle Ziel für die Flurprozessionen an den Quatembertagen und diente zeitweise auch als Friedhofskapelle.
Heute wird die Kapelle, die inzwischen mehrmals renoviert wurde, nur noch aus Anlass des Namenstages des Heiligen Bischofs Maternus (11. September) und zu besonderen Anlässen für Gottesdienste genutzt.

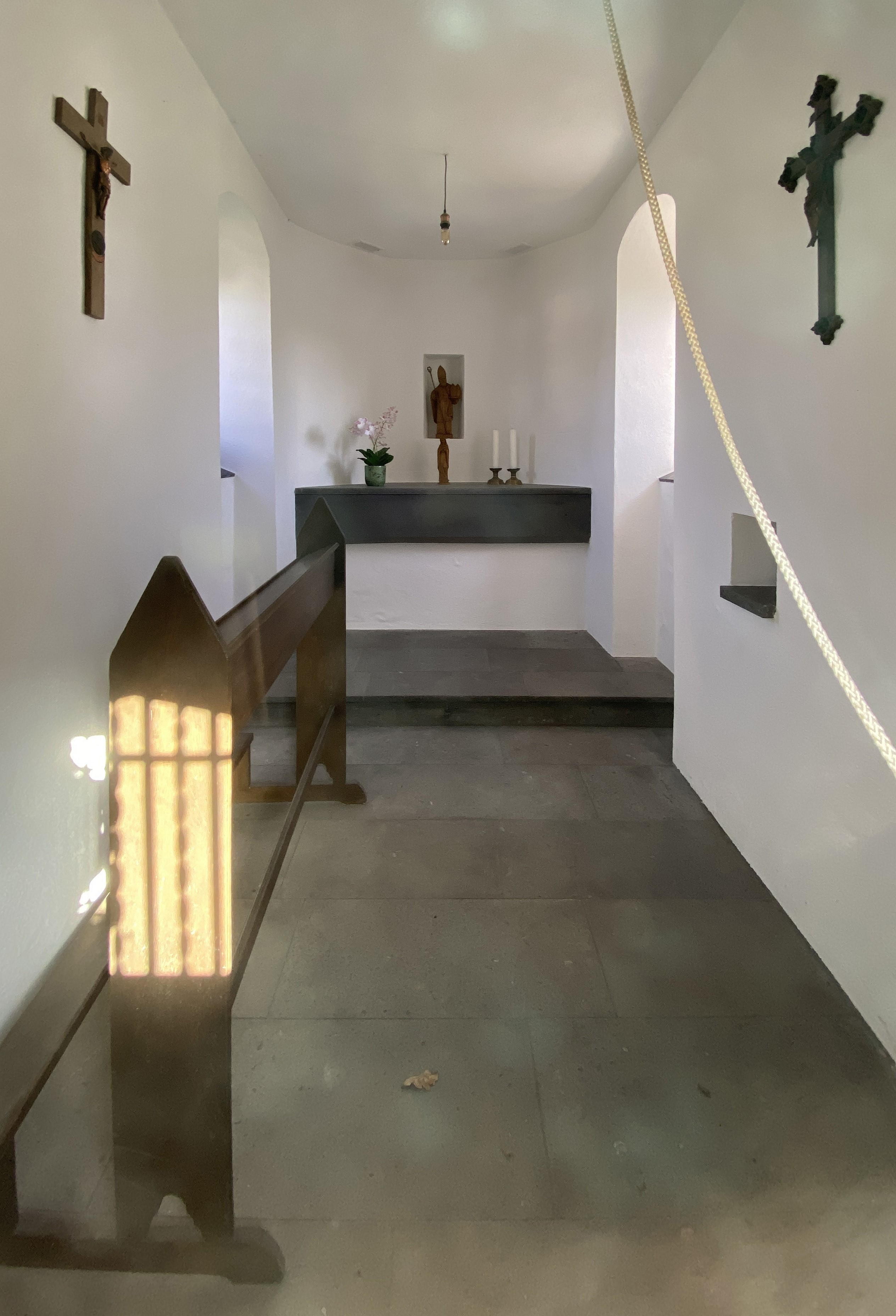
Innenraum der Maternuskapelle

## Architektur und Ausstattung
Die dem heiligen Bischof Maternus gewidmete Maternuskapelle ist ein schlichtes Bruchsteinbauwerk mit einem Grundriss von etwa 3,40 m mal 5 m und einer Firsthöhe von 5,20 m. Nördlich ist eine dreiseitige Apsis angebaut. Die beiden Seitenwände haben je ein Rundbogenfenster. Auf dem nach vorne vorkragenden Schiefer-Satteldach erhebt sich ein 3 m hoher spitzer Glockenturm mit einem schmiedeeisernen Kreuz. Für Rüstungszwecke im Ersten Weltkrieg musste 1917 die kleine Glocke eingeschmolzen werden, wurde jedoch 1929 durch eine neue Glocke ersetzt, die den Zweiten Weltkrieg unbeschadet überstand.
Der verputzte und weiß gekalkte Innenraum der Kapelle beherbergt einen einfachen gemauerten Altartisch in der Apsis sowie in einer Mauernische eine von dem Lindlarer Herrgottschnitzer Josef Bosbach gefertigte Statue des Bischofs Maternus mit Bischofsstab und Mitra.
Unmittelbar neben der Kapelle befindet sich ein Brunnen, der früher Reisenden und Pilgern als Wasserquelle diente. Damals gehörte auch ein inzwischen abgerissenes Rast- und Gasthaus dazu.

## Denkmalschutz
Die Maternuskapelle wurde am 4. Juli 2016 unter der Nummer 126 in die Liste der Baudenkmäler in Kürten eingetragen.